# Никола Буков
Никола Буков (наричан Букчето) е български художник.

## Биография и творчество
Роден е на 17 февруари 1931 г. в София. Завършва средно образование във Френския колеж в София през 1948 г. и през същата година е приет в Художествената академия в София, специалност „Илюстрация“ при проф. Илия Бешков.
След завършването си през 1954 г. сътрудничи на различни издателства: „Български писател“, „Народна младеж“, „Народна просвета“ като илюстратор и оформител на книги. Оформя и илюстрира над 40 издания, сред които стихосбирки на Константин Павлов, Иван Пейчев, Иван Цанев и др. Участва в изложбите на илюстрацията и изкуството на книгата през 1968 и 1969 г.
Художник основател е на вестник „Народна култура“, 1957 г. Сътрудничи на редица вестници и списания. Работи като художник на списание „Пламък“ (1959 – 1962 г.) и вестник „Литературен фронт“ (1972 – 1973).
Член е на СБХ от 1968 г. От тази година работи в областта на декоративно-монументалните изкуства – стъклопис, керамика, метал. Реализира около 200 монументални творби в цялата страна и чужбина. Повечето от тях са в техниката на архитектурния витраж (гладко, равно оцветено стъкло в конструкция от оловни шпросни).
Сред по-важните му монументални творби са:
- Национална художествена галерия – София, стъклопис;
- Пантеон на Раковски – Котел, стъклопис;
- Посолство на Република България в Делхи – Индия, стъклопис;
- Хотел „София“ – София, стъклопис;
- Хотел „Рила“ – София, стъклопис;
- Културен дом – Ихтиман, керамика на фасадата;
- Младежки дом – Враца, стъклопис;
- Младежки дом – Ловеч, стъклопис;
- Институт „Никола Пушкаров“ – София, керамика, стъклопис;
- ХТИ – Бургас, стъклобетон;
- Културен дом – Червен бряг, стъклопис, металопластика;
- Паметник на загиналите в борбата против фашизма (Пантеона) – Бургас, стъклопис;[1]
- БНБ – Смолян, стъклопис;
- Министерство на външните работи – София, стъклопис;

През периода 1997 – 2004 г. реализира четири самостоятелни изложби в галерия „Арт 36“. Взема участие в множество общи художествени изложби.
През 1977 г. получава ІІІ награда на конкурса „Голо тяло“. Награждаван е за графика, илюстрация и оформление на книгата. Удостоен е два пъти с наградата на СБХ на името на Илия Петров.
През 1987 г. е преподавател в Художествената академия в София.
Никола Буков е баща на поетесата Данила Стоянова, писателката Яна Букова, музиканта Боян Буков и на художничката Рада Букова.
Умира на 29 септември 2004 г. в София.